# Hermann Köhl
Hermann Köhl, född 15 april 1888 i Neu-Ulm i Kungariket Bayern, död 7 oktober 1938 i München i Nazityskland, var en tysk flygkapten verksam under och efter Första världskriget samt som flygpionjär den förste piloten att korsa Atlanten i öst-västlig riktning.

## Biografi
Hermann Köhl föddes 1888 i Neu-Ulm i Kungariket Bayern som son till Wilhelm Köhl, som var officer i Kejserliga tyska armén.  Familjen bodde i Pfaffenhofen an der Roth, där hans  mor Wally och hennes föräldrar bedrev ett bryggeri med restaurant med namnet Mahlers.

### Första världskriget
Vid 19 års ålder ryckte han in i Kejserliga tyska armén och blev officer som sin far. Han skadade bägge benen som löjtnant i pionjärbataljonen inom Württembergisches Pionier-Bataillon Nr. 13, men återfick hälsan och blev pilot under Första världskriget, varvid han erhöll den tyska krigsdekorationen Pour le Mérite 1918. Han havererade med sitt flygplan bakom franska gränsen, blev krigsfånge men återvann friheten genom en rymningsaktion och lyckades ta sig tillbaka till Tyskland.

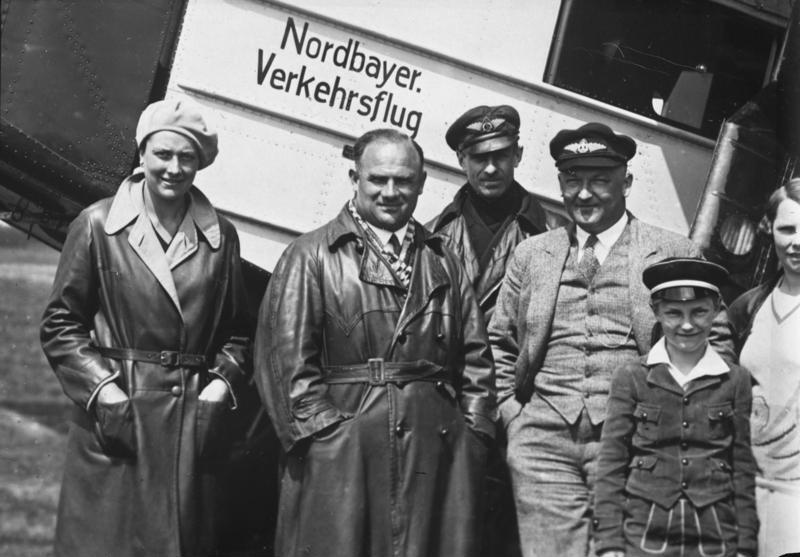
Hermann Köhl (mitten, i skinnrock) 1930.

Efter kriget fortsatte han att tjänstgöra inom militären under en övergångsperiod, varefter han rekryterades inom civil flygning, där han 1926 blev den första chefen för Lufthansas nattflygningsgren.

### Mellankrigstiden och Nazityskland
Som katolik var Hermann Köhl en stark motståndare till nationalsocialismen. I samband med maktövertagandet förlorade han arbetet vid Lufthansa. Hans lägenhet övertogs av den amerikanske journalisten William L. Shirer, varvid Köhl valde att dra sig tillbaka till en mindre gård i södra Nazityskland snarare än att samarbeta med regimen. Han avled 1938 i München vid 50 års ålder till följd av en njuråkomma han ådragit sig under sina flygningar; han begravdes i Pfaffenhofen an der Roth i Bayern.

## Atlantflygning

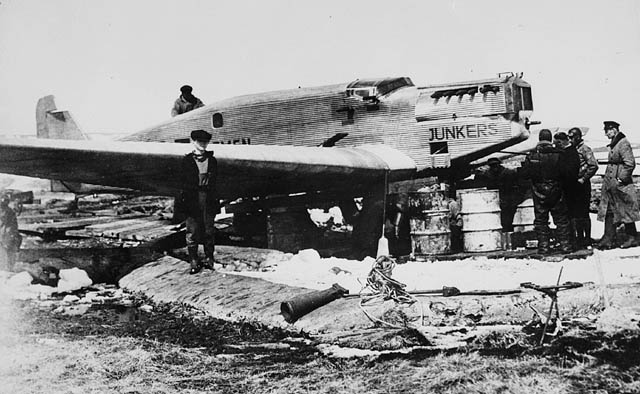
Junkers W 33 "Bremen" efter landningen på Greenly Island.

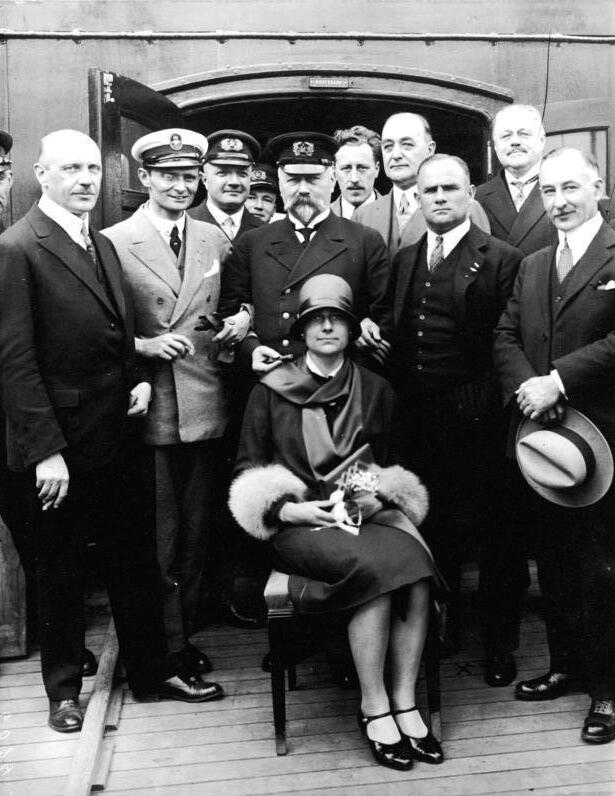
Hemresa för oceanflygarna. 2 från vänster Gunther von Hünfeld, 2 fr höger Hermann Köhl, i förgrunden Elfride Köhl.

År 1928 blev Köhl den förste piloten att korsa Atlanten från Europa i västlig riktning. Med på flygplanet var andrepiloten James Fitzmaurice och sponsorn, baron Gunther von Hünfeld. 
Köhl och von Hünfeld började flygningen från flygplatsen Tempelhof, Berlin, och flög till Irland, där man mellanlandade på flygplatsen i Baldonell utanför Dublin. Här skulle de fylla på bränsle och vila ut före atlantfärden västerut, en resa som ingen annan förut försökt göra. Irländaren James Fitzmaurice skulle också ansluta för att härifrån flyga med som andrepilot.
Flygplanet, Bremen, var en Junkers W 33, en avancerad konstruktion helt i metall och med endast en motor. Motorn var vattenkyld, och gjorde 350 hästar vid 1 500 varv per minut. Köhl hade modifierat vingspetsarna något för att öka stabiliteten. Han tog också beslutet att inte ta med någon radio, för att inte "i onödan öka tyngden".
Man startade från Baldonell klockan 05.38 den 12 april 1928. När Köhl gav gas visade det sig att planet var så tyngt av bränsle att man knappt kunde lyfta. Med bara trehundra meter kvar på startbanan hade planet inte nått erforderlig hastighet för att lyfta. Med några decimeter mellan sig och trädtopparna gasade Köhl lite till. Man stallade genom några trädkvistar, men planet med sina tre pionjärer lyckades lyfta från Baldonell på sin resa över Atlanten.
När mörkret föll kunde de flyga vidare med hjälp av instrumenten Köhl utvecklat i Tyskland. Under natten började plötsligt ett oväder äventyra hela resan och de flög genom dimma och storm och såg ingenting.
Många timmar senare dagades det, och de upptäckte att de redan var över land (i Labrador). De flög längs med en flod och snart syntes Atlanten. Till slut landade Köhl planet på isen på en sjö på Île Greenly vid Belle Isle-sundet i Saint Lawrenceviken. Med darrande ben klev de ur planet. De hade varit på väg i luften i 36 timmar och 2 minuter.
När de kontaktat alla och försäkrat att de landat och allt var gott och väl var det bara den lilla detaljen kvar - att flyga till New York, egentligen en lätt match nu i ljuset. Men Bremens motor vägrade nu plötsligt starta, och de fick bli hämtade.
De flögs av Bernt Balchen till New York och blev mottagna av stadens befolkning som väntat på nyheter om hur det gått. 2½ miljon människor mötte dem jublande på New Yorks gator. Konfetti fyllde luften och Tysklands, Englands och Förenta staternas statschefer välkomnade dem samt intygade att de under 36 timmar i luften gjort mer för sina länders inbördes relationer än decennier av diplomati. Den 18 juni steg de ombord på passagerarkryssaren Columbus och återvände hem till Europa.
För insatsen mottog han Distinguished Flying Cross av amerikanske presidenten Calvin Coolidge.

## Eftermäle
Bland postuma utmärkelser efter Nazitysklands fall kan nämnas ett tyskt Luftwaffeflygplan Airbus A310 MRTT som namngetts efter Köhl. Även Bundeswehrbaracker vid Transporthubschrauber-Regiment 30 i Niederstetten är uppkallade efter honom, samt Hermann-Köhl-Schule i Pfaffenhofen  och Hermann-Köhl-Oberschule i Berlin.

## Familj
Hermann Köhl var gift med Elfride Köhl (1902–1992), som 1990 skrev boken Mein Leben mit Hermann Köhl.